# Make magazine

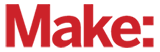
Logo da Make magazine

Make magazine é uma revista norte americana de lançamento bimestral publicada pela editora Media, com foco no movimento faça você mesmo (DIY). A revista publica projetos envolvendo computadores, eletrônica, robótica, metalúrgica, madeira e outras áreas. A revista é comercializada para hobistas que querem fazer projetos complexos que muitas vezes podem ser concluídas com materiais de baixo custo, incluindo artigos para o lar. Ela é considerada a precursora do Movimento Maker.
Sua primeira edição foi lançada em janeiro de 2005 e, a partir de março de 2014, 38 edições foram publicadas. Ela também está disponível como uma versão para iPad e uma edição digital na Web, que é gratuito para os assinantes de revistas. A edição digital baseado em HTML permite pesquisas e inclui conteúdos adicionais, tais como vídeos, blogs, com livre acesso, podcasts e fóruns também estão disponíveis no site. A edição digital também permite o compartilhamento limitado de artigos com os amigos.
A revista tem características e colunas rotativas, mas a ênfase é em projetos de passo-a-passo.